# Kejnice
Kejnice (německy Keinitz, též Koynitz) jsou obec ve východní části okresu Klatovy v Plzeňském kraji. Žije zde 101 obyvatel. Na území obce se nachází několik rybníků.

## Historie
První písemná zmínka o vesnici pochází z roku 1045.

## Obyvatelstvo
| Rok            | 1869 | 1880 | 1890 | 1900 | 1910 | 1921 | 1930 | 1950 | 1961 | 1970 | 1980 | 1991 | 2001 | 2011 | 2021 |
| -------------- | ---- | ---- | ---- | ---- | ---- | ---- | ---- | ---- | ---- | ---- | ---- | ---- | ---- | ---- | ---- |
| Počet obyvatel | 271  | 280  | 256  | 316  | 317  | 260  | 293  | 200  | 216  | 197  | 182  | 140  | 130  | 109  | 108  |
| Počet domů     | 38   | 41   | 42   | 43   | 45   | 46   | 48   | 50   | 55   | 53   | 51   | 54   | 55   | 55   | 57   |

## Obecní správa
Mezi lety 1869–1979 Kejnice byly obcí v okrese Strakonice (1869–1930), posléze v okrese Horažďovice (1950) a později v okrese Klatovy. Od 1. ledna 1980 do 23. listopadu 1990 patřily jako část města k Horažďovicím a od 24. listopadu 1990 jsou opět samostatnou obcí.

### Části obce
- Kejnice
- Karlovce

### Obecní symboly
Znak a vlajka byly obci uděleny rozhodnutím předsedkyně Poslanecké sněmovny Parlamentu České republiky dne 24. února 2012.

## Pamětihodnosti
- Kaplička Panny Marie na návsi - barokní kaple s fasádou a štítem členěnými pilastry a sochou sv. Šebestiána.[8]

- Archeologické naleziště na vrchu Stráž

## Významní rodáci
- Václav Hlavsa (1905–1986), archivář a autor knih o Praze

## Galerie

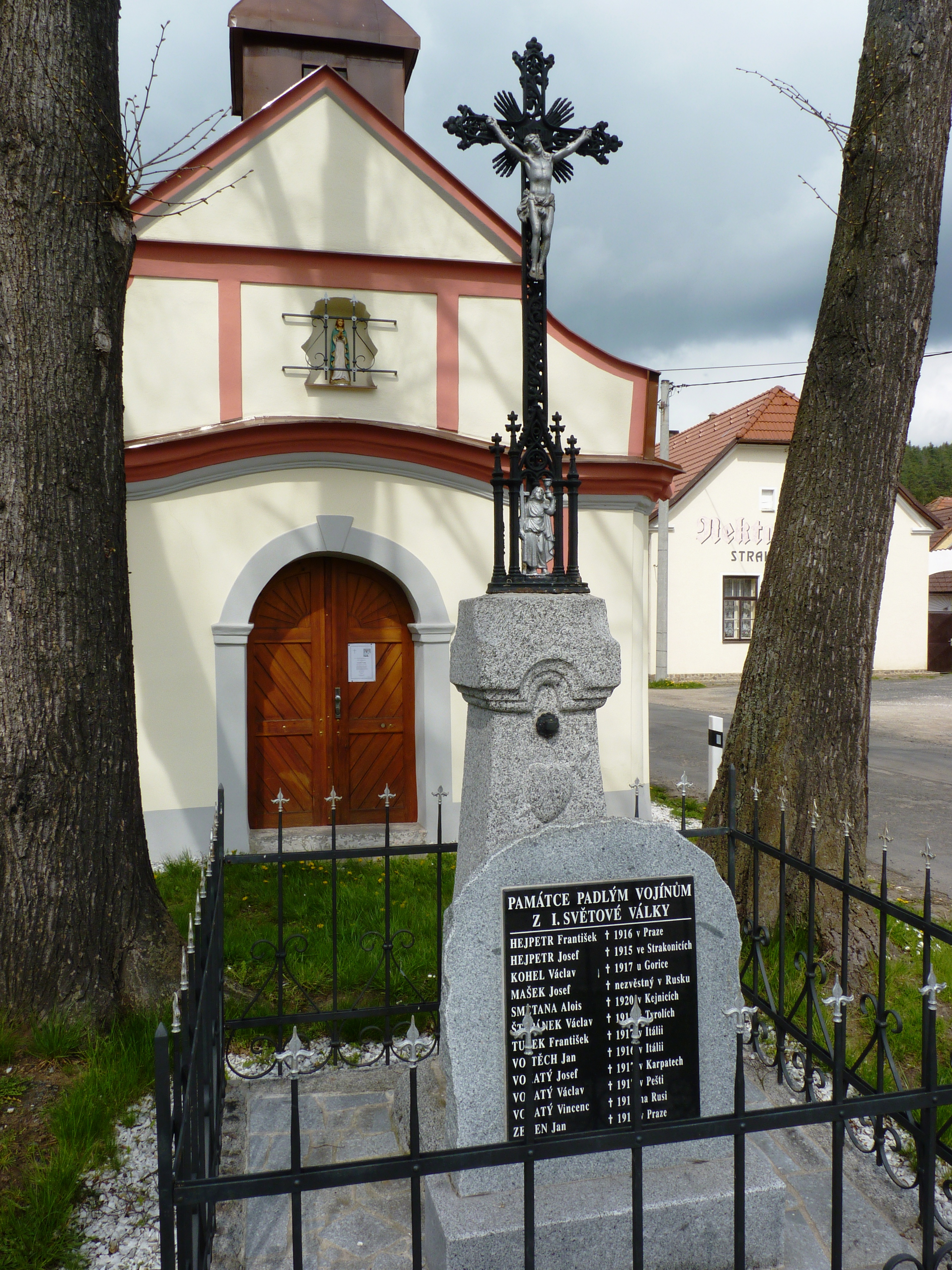
Kříž na uctění památky padlých u kaple
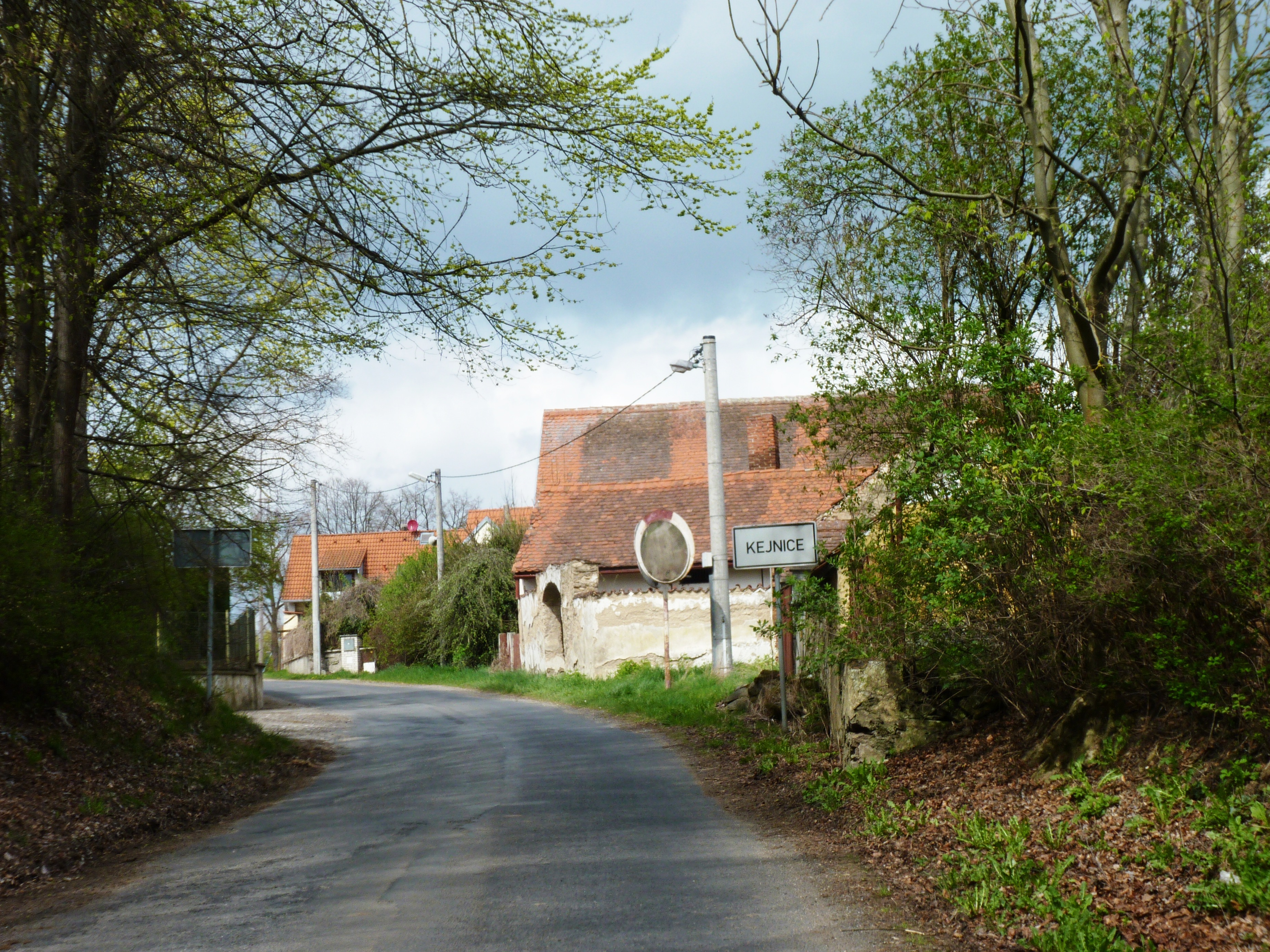
Začátek obce
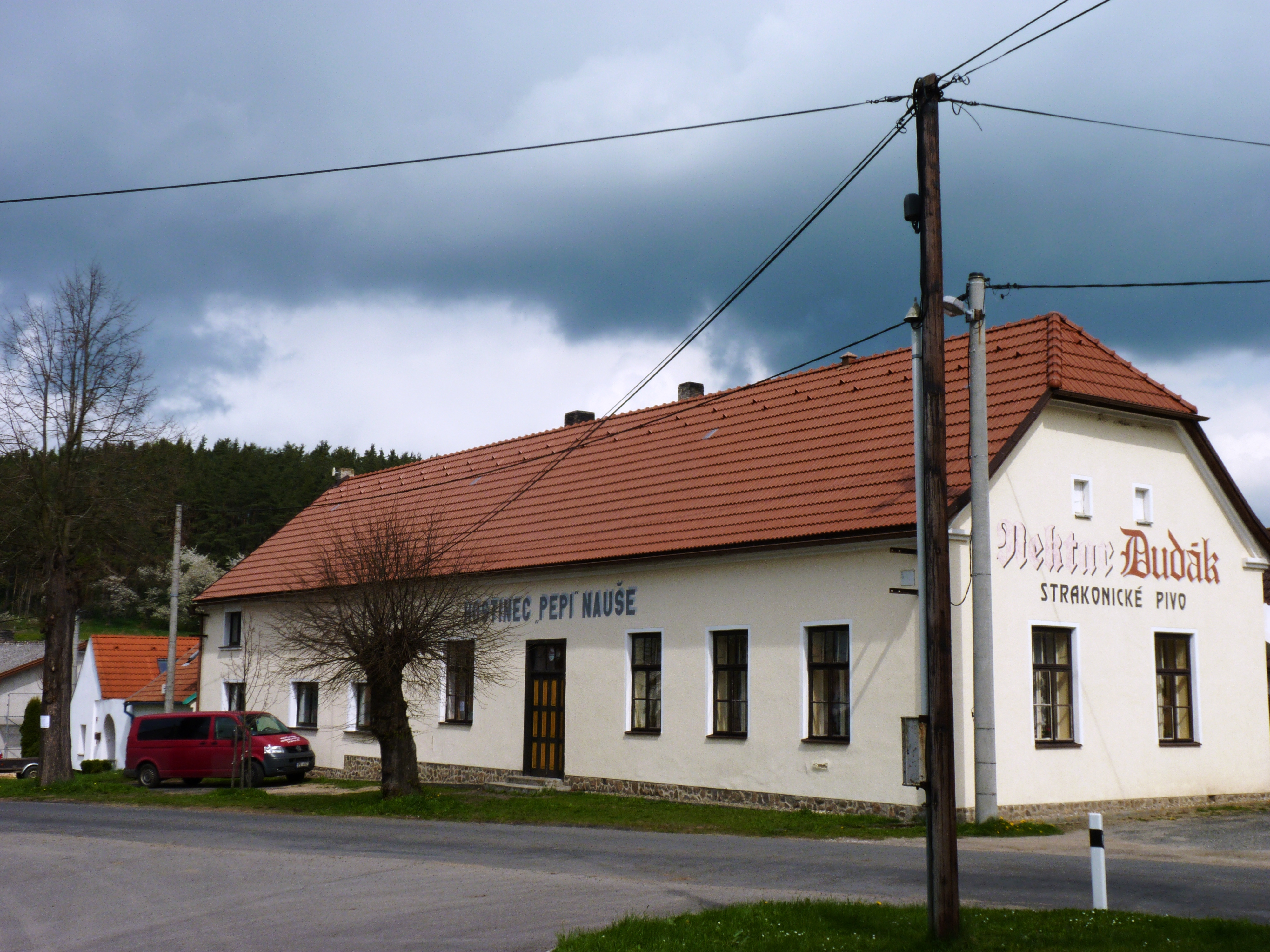
Hospoda